# Perezia delicata
Perezia delicata là một loài thực vật có hoa trong họ Cúc. Loài này được Vuilleum. mô tả khoa học đầu tiên.